# THE運動会
『THE運動会』（ザ うんどうかい）は、タイトーから日本で1984年に発売されたアーケードゲーム。日本の学校の特有の行事、運動会をモチーフとしたスポーツゲームである。海外では『Field Day』のタイトルで発売された。
同じ頃に出ていた「オリンピックのライセンスを使用したゲーム」を意識して開発された。BGMは今村善雄と小倉久佳が担当し、小倉は本作がデビュー作となった。
大ヒットした『ハイパーオリンピック』に対し、本ゲームは難易度の高さ（二人三脚でのタイミング判定や障害物競走におけるパンが取れなかったことによる失格（＝ゲームオーバー））や、全競技中一番簡単なはずの綱引きが最後の種目になっているなど、ゲームバランスが非常に悪く、設置していた店舗はインカムが望めないとみるや早々に撤去させるケースが多かった。

## ゲームのルール
3ボタンを使い、7種類の種目を勝ち抜く。以下の条件を満たさないとギャル1人失格となり、残りのギャルが0人になるとゲームオーバー。種目が終わると表彰式となり、2周目が始まる。同時にプレイできる人数は4人（テーブル筐体に限定）だが、ゲーム画面内で4人同時のプレイはできず、1Pと2Pの競技が終わると画面が反転し、3Pと4Pの競技が始まる。

## 種目およびギャルの失格条件
ステージ1 玉入れ
アクションボタンを叩き、角度が赤になったら、ボタンBを押す。30秒以内に一定の玉を入れないと失格。
ステージ2 二人三脚
2つのアクションボタンを交互に叩く。3回フライングするか、規定の目標タイムに達しないと失格。
ステージ3 リングベル
タイミング良く、多くのメーターを止める。8M超えないと失格。
ステージ4 障害物競走
アクションボタンを叩き、タイミングボタンで障害物を越えていく。3回フライング、規定の目標タイムに達しないと失格。走っている途中にパンを取らずに行ってしまうと失格。
ステージ5 ソフトボール投げ
アクションボタンを叩いて、良い場合は投げる。50M超えないと失格。
ステージ6 120mリレー
アクションボタンを叩いて、上手にバトンタッチする。3回フライング、規定の目標タイムに達しないと失格。バトンタッチが出来ないと失格。
ステージ7 綱引き
アクションボタンを20秒間叩き続ける。

## 移植作品
| タイトル                                   | 発売日            | 対応機種                      | 開発元                  | 発売元     | メディア                   | 型式       | 備考                                 |
| ------------------------------------------ | ----------------- | ----------------------------- | ----------------------- | ---------- | -------------------------- | ---------- | ------------------------------------ |
| タイトーメモリーズII 上巻                  | 2007年1月25日     | PlayStation 2                 | タイトー                | タイトー   | パッケージ販売 （DVD-ROM） | SLPM-66649 | オムニバスの1本として収録            |
| タイトーメモリーズII 上巻 エターナルヒッツ | 2008年6月26日     | PlayStation 2                 | タイトー                | タイトー   | パッケージ販売 （DVD-ROM） | SLPM-55017 | - オムニバスの1本として収録 - 廉価版 |
| アーケードアーカイブス THE運動会           | INT 2025年7月31日 | PlayStation 4 Nintendo Switch | ハムスター （移植担当） | ハムスター | ダウンロード販売           | -          | 『アーケードアーカイブス』の1作品    |

PlayStation 2版
2007年1月25日発売の『タイトーメモリーズII 上巻』に収録。
アーケード版と異なり、2周目1面（玉入れ）以降の難易度が全く上がらない他、4周目をクリアすると画面がフリーズしたり、画面のバグが発生、一部BGMに音割れがするなど、このゲームを熟練したプレイヤーにとっては失望させる作品となってしまった。
さらにオプション設定もアーケード版と異なり、BONUS GAL（エクステンド）の項目が除外されている。